# Heinrich Duholm
Heinrich Duholm (25. december 1929 på Langeland-1. oktober 2020) var en dansk atletleder medlem af Sparta Atletik i København hvor han var medlem fra 1952. Han var uddannet fra Danmarks Højskole for Legemsøvelser) som idræts- og svømmelærer og arbejdede i 28 år som idrætslærer på Hillerødgades Skole.
Heinrich Duholm startede med atletikken i Aabenraa IG og var en habil trespringer i sin ungdom, men blev en legendarisk ledere i dansk atletik. Han kom ind i sit første udvalg i Dansk Atletik Forbund i 1959 og var medlem af diverse udvalg i 50 år. Han var en af hovedkræfterne bag Copenhagen Games, Spartas internationale atletikstævne som blev afholdt på Østerbro Stadion fra 1973 til og med 1986. Han var medstifter af motionsløbene Bagsværd Sø Rundt i 1972. I perioden 1965-1982 var han Danmarks Radios ekspert og kommentereder tv-transmissionerne fra de store atletikstævner sammen med journalisterne John Idorn, Svend Gehrs og Poul Erik Andersson. Duholm var medstifter af magasinet Atletik Nyt i 1962 og trak sig efter 50 år som redaktør. 
Heinrich Duholm var lillebror til Helmuth Duholm.